# Monte Cevedale

Historisches Luftbild von Werner Friedli (1957)

Der Monte Cevedale (nach der italienischen Vermessung 3769 m s.l.m., nach der deutsch-österreichischen Vermessung 3778 m ü. A.) ist nach Ortler und Königspitze der dritthöchste Berg der Ortler-Alpen.

## Lage und Umgebung
Der Cevedale ist Teil des Hauptkamms der Ortler-Alpen. Er erhebt sich zwischen dem Peio-Tal im Osten und dem Val Cedec im Westen. Über seinen Gipfel verläuft die Grenze zwischen der lombardischen Provinz Sondrio und dem Trentino, dessen höchste Erhebung er ist. Der Berg und das umliegende Gebiet sind Teil des Nationalparks Stilfserjoch.
Mit dem Cevedale über einen etwa 600 m langen Grat verbunden sind im Nordosten die beiden Zufallspitzen: die Hintere Zufallspitze (Cevedale II) mit einer Höhe von 3757 m s.l.m. und die etwas niedrigere Vordere Zufallspitze (3700 m s.l.m.). Die Hintere Zufallspitze markiert das Dreiländereck der italienischen Provinzen Sondrio, Trentino und Südtirol. Ein kurzer, nach Westen führender Kamm verbindet den Cevedale mit dem Monte Pasquale (3553 m s.l.m.); die nächste bedeutende Erhebung im sich Richtung Süden fortsetzenden Hauptkamm ist der Palòn de la Mare (3703 m s.l.m.).

## Alpinismus
Der Monte Cevedale gilt als höchster Skitourenberg der Ortler-Alpen, weil er bei guten Verhältnissen bis zum Gipfel bestiegen werden kann. Die Aufstiege sind nur mäßig schwierig, führen jedoch alle über Gletscher und erfordern Vorsicht vor Spalten und entsprechende Ausrüstung. Sie werden häufig mit einem Besuch der Zufallspitzen kombiniert.
Die Casatihütte (3269 m s.l.m.) liegt nördlich des Gipfels am Normalweg auf einem Gletscherhochplateau und bietet sich als Unterkunft an. Bei Nebel ist sie schwer, bisweilen nur anhand ihrer Sirene, zu finden. Sie ist von Norden durch einen Passübergang von der Schaubachhütte (2581 m s.l.m.) direkt aus dem Skigebiet von Sulden, von Nordosten aus dem Martelltal an der Zufallhütte (2265 m s.l.m.) vorbei über den Langenferner oder am mühsamsten von Südwesten von Santa Caterina an der Pizzinihütte (2700 m s.l.m.) vorbei erreichbar.
Da die alternativen Gipfelanstiege von der Marteller Hütte (2580 m s.l.m.) über den Fürkeleferner und den Nordwestgrat oder von der Brancahütte (2487 m s.l.m.) über den Südgrat nur etwas schwieriger als der Normalweg sind und ebenfalls bis nahe an den Gipfel mit Ski begangen werden können, bietet sich der Monte Cevedale für lohnende Überschreitungen an.
Da im Ersten Weltkrieg im sogenannten Gebirgskrieg 1915–1918 die italienisch-österreichische Frontlinie nördlich des Cevedale durch die Ortler-Alpen verlief, sind je nach Schneehöhe noch Reste ehemaliger militärischer Stellungen am Gipfelgrat des Monte Cevedale sichtbar.